# Prothèse oculaire

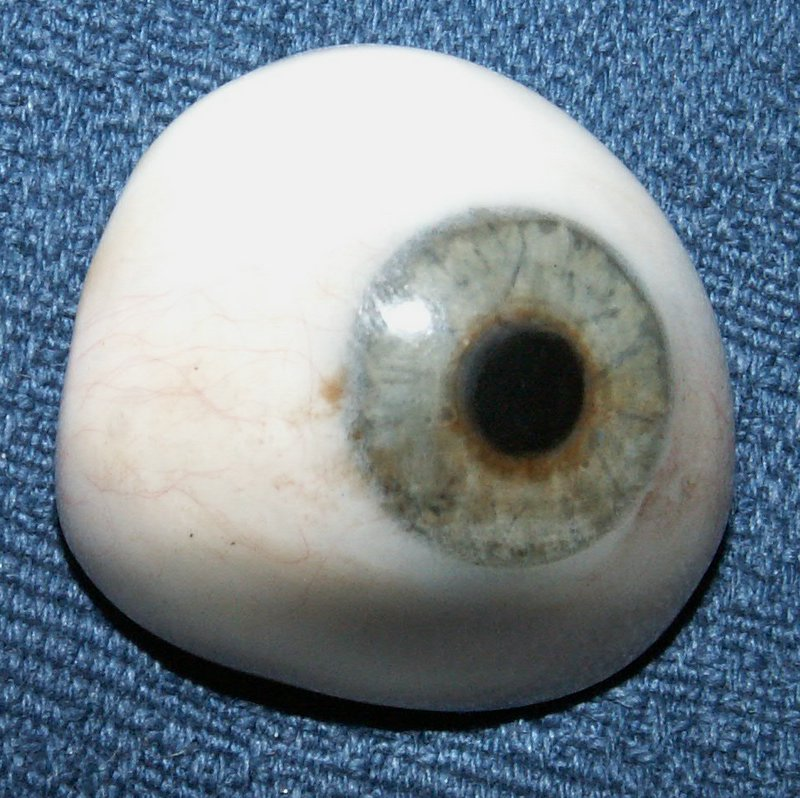
Une prothèse oculaire pour l'œil droit.

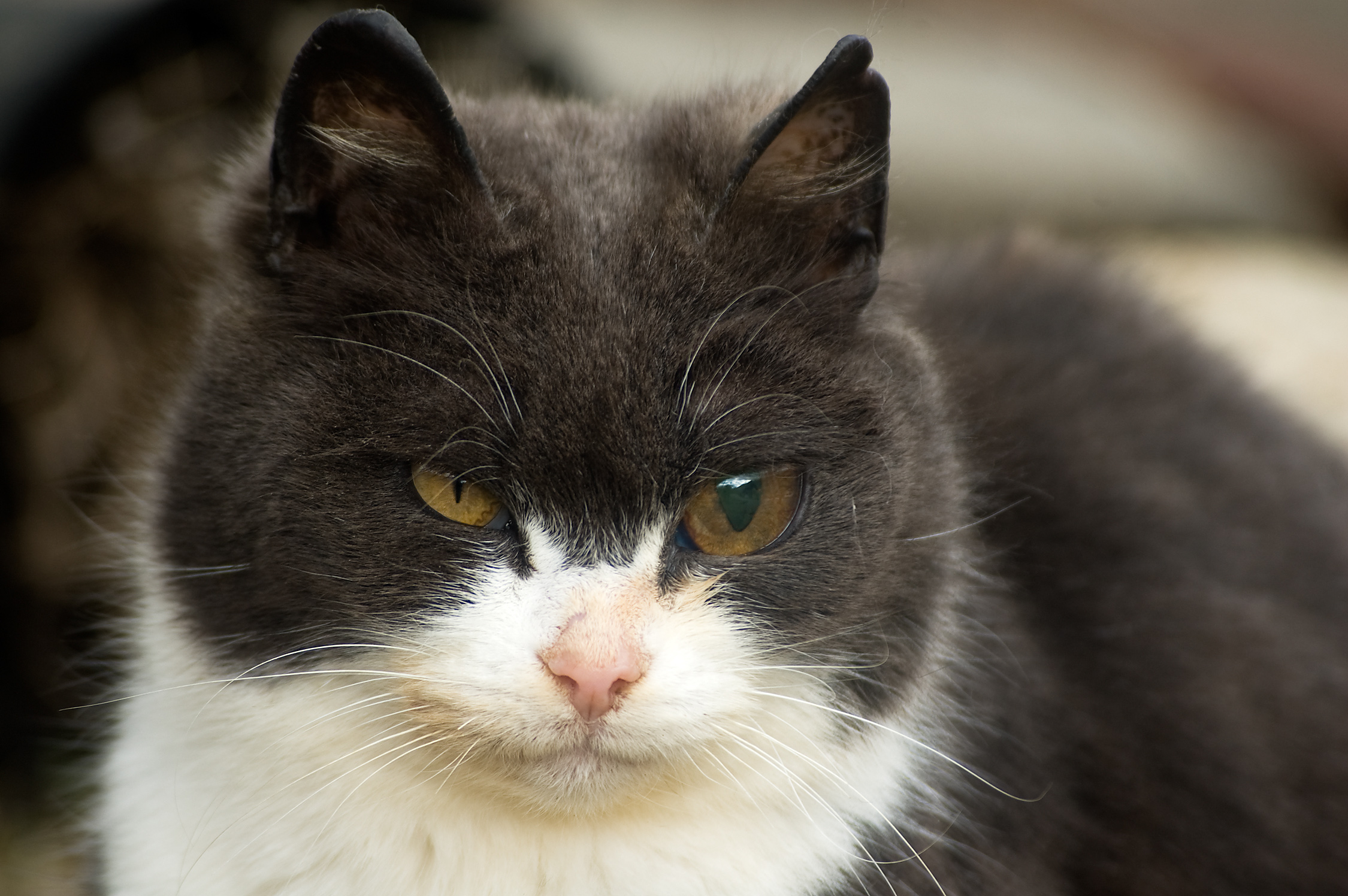
Un chat portant une prothèse oculaire.

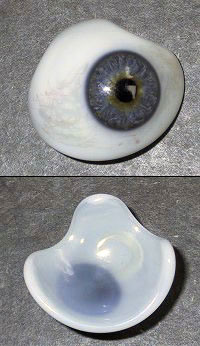
Faces externe et interne d'une prothèse oculaire.

Une prothèse oculaire, communément appelée œil de verre, est mise en place lorsque l'on a dû enlever entièrement ou partiellement un œil à la suite d'une maladie ou d'un traumatisme. Elle permet de restituer le confort et l'esthétique.
La prothèse oculaire est fabriquée par un oculariste. Il existe actuellement deux types de prothèses : en verre ou en résines synthétiques. L'aigue-marine peut être également employée dans sa conception. Elles se présentent comme une demi-sphère sur laquelle est peint l'iris. Chaque prothèse est fabriquée individuellement pour chaque patient.

## Histoire
De tout temps, on a essayé de remplacer un œil manquant pour retrouver une certaine esthétique. Déjà chez les Égyptiens, on rencontre des yeux en pierres précieuses ou en verre peint mais ces « bijoux » étaient surtout destinés aux défunts. Ce peuple distinguait les « esblephari », peau représentant un œil et fixée sur une monture faisant le tour du crâne, et les « hypoblephari », placés dans la cavité oculaire.
Ce n'est qu’au temps d’Ambroise Paré (1510-1590) qu’apparaissent des prothèses fonctionnelles. Elles se présentaient comme des boules en or ou en argent, avec un iris peint en porcelaine. Elles étaient chères et lourdes.
On ne peut pas dater exactement l’apparition des prothèses en verre mais c’est sans doute une invention vénitienne dès 1600, puisque Shakespeare en parle dans Le Roi Lear.
Au XVIIIe siècle, ce sont les prothèses françaises les plus recherchées. Elles se présentent comme des demi-coquilles découpées et prennent ainsi mieux la forme de la cavité qui n'est jamais totalement sphérique. Cependant, ayant toujours la même épaisseur, elles ne sont pas toujours très esthétiques. Ce genre de prothèse est encore utilisé de nos jours pour les cas de microphtalmie notamment.
Vers 1835, Ludwig Müller-Uri (de), un souffleur de verre de Lauscha en Thüringe, s'intéresse aux prothèses et très vite, celles qu'il fabrique surpassent en qualité la production française. Mais le verre alors utilisé contenait du plomb, provoquant des irritations et se dégradant rapidement. Il fallait changer les prothèses tous les six mois. Les verriers de Lauscha développèrent en 1868 un mélange contenant un minerai, la cryolithe, de formule chimique Na3AlF6, qui permettait la fabrication de prothèses très résistantes à la corrosion (deux à trois ans) et un effet très naturel. Ce verre est toujours le même de nos jours et sa recette jalousement gardée par deux verreries d'Allemagne.
Une autre innovation fut la fabrication de prothèses « doubles » en 1889, permettant de compenser la perte de matière dans la cavité.